# 홍은주 (언론인)
홍은주(1958년 11월 28일 ~ ) 대한민국의 MBC의 방송인이다.  

## 학력
- 한양대학교 식품영양학과 학사 (1977학번)
- 오하이오주립대학교 대학원 경제학 박사
- 오하이오주립대학교 대학원 경제학 석사

## 경력
- 한양사이버대학교 교수
- 2009년 iMBC 대표이사
- 2005년 MBC 보도국 경제부 부장
- 2003년 MBC 논설위원실 논설위원
- 2001년 MBC 국제부 부장
- 1981년 MBC 입사

## 수상 경력
- 2006년 제2회 한국참언론인대상 경제부문상
- 2006년 철탑산업훈장

## 위원 경력
라디오 & 인터넷 부장, 국제부장, 보도국 경제부장 등을 역임했으며, <공정거래위원회 경쟁정책 자문위원>, <정부 혁신위원회 위원>, <금융위원회 자체 평가 위원> 등